# Spilosoma obscurascens
Spilosoma obscurascens är en fjärilsart som beskrevs av Embrik Strand 1919. Spilosoma obscurascens ingår i släktet Spilosoma och familjen björnspinnare. Inga underarter finns listade i Catalogue of Life.